# 비즈니스피플
비즈니스피플(businesspeople)은 경력직·전문직·임원직 핵심인재를 위한 채용 플랫폼이다. 전문직과 경력직 중심의 엄선된 핵심인재가 활동 중이며, 주요 기업의 채용 담당자와 전문 헤드헌터가 이들을 채용하기 위해 이용하고 있다. 또한 해외 인재 채용 큐레이션 서비스를 제공하며, 다수의 해외 대학 출신 및 해외 근무 경험이 있는 핵심인재가 활동 중이다.
본사는 서울 강남구 테헤란로87길 35 지하 3층, 5층~8층에 위치하며 대표이사는 신현만이다.
2000년 설립된 헤드헌팅 선두기업 커리어케어를 모회사로 두고 있으며, 2016년 SNS 형태의 채용포털로 출범했다. 이후 경력직·전문직 중심의 채용 플랫폼으로 발전해 현재에 이르고 있다.

## 제공 서비스

### 경력직, 전문직 구인, 구직에 특화된 HR 플랫폼
- 채용정보 제공
- 기업정보 제공
- 헤드헌팅 정보 제공
- 해외 인재 채용정보 큐레이션 제공
- 기업 관련 뉴스 제공
- 기업 주요 인사들에 대한 정보 제공
- 경력 개발을 위한 컨설팅 제공
- 직무 관련 소셜 서비스 제공
- Gig Economy 형태의 theAnswer 제공
- 리크루팅 서비스 BP HIRE 제공

## 같이 보기
- 사람인에이치알
- 잡코리아
- 원티드랩
- 인크루트

## 참고문헌
1. 고급인재 비즈니스 SNS '비즈니스피플' 정식 출시
2. 전문 경력직 채용포털 비즈니스피플, 헤드헌터 연결 플랫폼으로 각광
3. 경력직 채용포털 비즈니스피플, 경력기술서 작성 꼭 점검할 8가지 제시
4. [인터뷰] 비즈니스피플 진국영 “헤드헌터는 채용당할 준비된 인재 찾아"
5. 비즈니스피플, 전문가 대여 플랫폼 '디앤서(The Answer)' 정식 론칭
6. [인터뷰] 비즈니스피플 사장 진국영 “CEO급 전문가 자문 원하는 기업 많아”
7. 비즈니스피플 파트장 3인 “핵심인재 수요는 경기와 무관, 차별화된 플랫폼 활용 중요"
8. [인터뷰] 비즈니스피플 조인영 "해외 석박사급 핵심인재 많이 모여 기업의 사냥터 되고 있다"
9. 비즈니스피플, 해외인재를 위한 채용 큐레이션 서비스 시작